# Yael Mellul

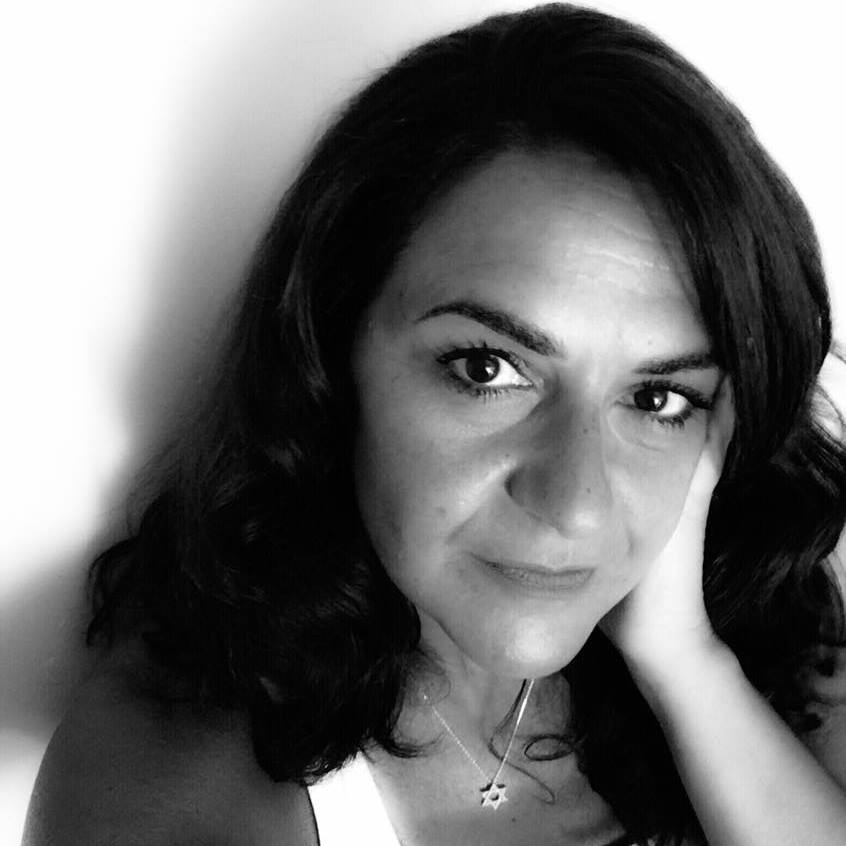
Yael Mellul, 2017

Yael Mellul (* 11. Januar 1971 in Antony) ist eine französische Frauenrechtlerin und ehemalige Strafverteidigerin, die sich auf häusliche Gewalt spezialisiert hat.

## Leben
Yael Mellul wurde nach dem Besuch der École de formation professionnelle des barreaux de la cour d'appel de Paris und einem DEA in Privatvermögensrecht an der Université Paris 1 Panthéon-Sorbonne im Dezember 1995 als Rechtsanwältin vereidigt. Von 2000 bis 2006 war sie in der Anwaltskanzlei von Maurice Guigui angestellt.
Sie schlug die Aufnahme des Straftatbestands der psychologischen Gewalt in der Ehe in das französische Recht vor, der durch das Gesetz vom 9. Juli 2010 formalisiert wurde, und wurde von der Zeitschrift Marie Claire zur Frau des Jahres 2010 gewählt.
Im Jahr 2015 war sie nicht mehr im Verzeichnis der Pariser Rechtsanwaltskammer aufgeführt.
Im März 2016 war sie Mitbegründerin der politischen Bewegung Printemps républicain. Am 22. April 2018 unterzeichnete sie zusammen mit 250 Persönlichkeiten das „Manifest gegen den neuen Antisemitismus“. Sie zeigte auch ihre Unterstützung für die Ligue de défense juive.
Im Oktober 2016 gründete und leitete sie den Verein Femme et libre, reichte zusammen mit der Philosophin Lise Bouvet bei den Vereinten Nationen einen Entwurf zur Meinungsumfrage über Sexarbeit, Sexhandel und Prostitution ein, der die französischen Gesetzesvorschläge zur Bestrafung von Kunden der Prostitution unterstützte.
Im Juni 2019 trat sie als Kolumnistin dem Rundfunkprogramm Les Vraies voix von Sud Radio bei. Im August 2019 schrieb sie an den Pariser Staatsanwalt, um die internationale Dimension des pädokriminellen Netzwerks anzuzeigen, in das Jeffrey Epstein verwickelt war. Im September 2019 beauftragte sie einen Anwalt, Sicherungsmaßnahmen zu ergreifen, um Beweise gegen Epsteins Komplizen in Frankreich zu sammeln und die Vermögensinteressen der Opfer zu schützen.
2019 war sie juristische Koordinatorin des Zentrums für Gewaltopfer im Centre Monceau und leitete gemeinsam mit Hélène Furnon-Petrescu eine Arbeitsgruppe zu psychologischer Gewalt und erzwungenem Suizid unter der Schirmherrschaft des Grenelle contre les violences conjugales und des französischen Staatssekretariats für die Gleichstellung der Geschlechter.
Am 29. Januar 2020 wurde das Gesetz zum Schutz von Opfern häuslicher Gewalt von der französischen Nationalversammlung verabschiedet: „Die Strafen werden auf zehn Jahre Gefängnis und 150.000 Euro Geldstrafe erhöht, wenn die Belästigung das Opfer dazu gebracht hat, sich selbst zu töten oder es zu versuchen“.
Am 24. November 2021 wurde sie in der Nationalversammlung angehört, um einen speziellen Straftatbestand für Mobbing in der Schule mit erschwerenden Umständen für Selbstmord und Selbstmordversuch zu schaffen, der am 1. Dezember 2021 verabschiedet wurde.
2024 bildet sie Gendarmen aus, um sie für erzwungene Selbstmorde von Frauen nach Belästigungen durch Expartner zu sensibilisieren.
2013 forderte sie die Wiederaufnahme der Ermittlungen zum Selbstmord der Frau von Bertrand Cantat, um den Begriff des erzwungenen Selbstmords anerkennen zu lassen.